# Imam Bakhsh Khan Talpur
Imam Bakhsh Khan Talpur (Khairpur, dicembre 1860 – Khairpur, 8 febbraio 1921) è stato un principe indiano.
Fu Mir di Khairpur dal 1909 al 1921.

## Biografia
Era figlio del Mir Faiz Muhammad Khan Talpur I. Succedette al trono alla morte del padre il 5 marzo 1909. Durante il suo regno, furono fatti diversi progressi nell'area di sua competenza nell'ambito dell'educazione popolare. Vennero istituite più di 98 scuole dove l'educazione era libera ed aperta a tutti, e dove si forniva inoltre un pasto gratuito al giorno agli studenti e si provvedeva alle spese per le loro necessità.
Nel 1911 ottenne l'insegna di gran commendatore dell'Ordine dell'Impero indiano. Il 1º gennaio 1918, in riconoscimento della fedeltà dimostrata al governo inglese in India e fu ricompensato col grado onorario di tenente colonnello dell'esercito coloniale. Fu inoltre membro dell'Ordine di San Giovanni di Gerusalemme (inglese).
Il mir morì l'8 febbraio 1921 e gli succedette suo figlio, Ali Nawaz Khan Talpur.

## Onorificenze

### Posizioni militari onorarie
| Forza militare      | Unità    | Posizione          | Anno |
| ------------------- | -------- | ------------------ | ---- |
| British Indian Army | Esercito | Tenente colonnello | 1918 |